# Ouvrier

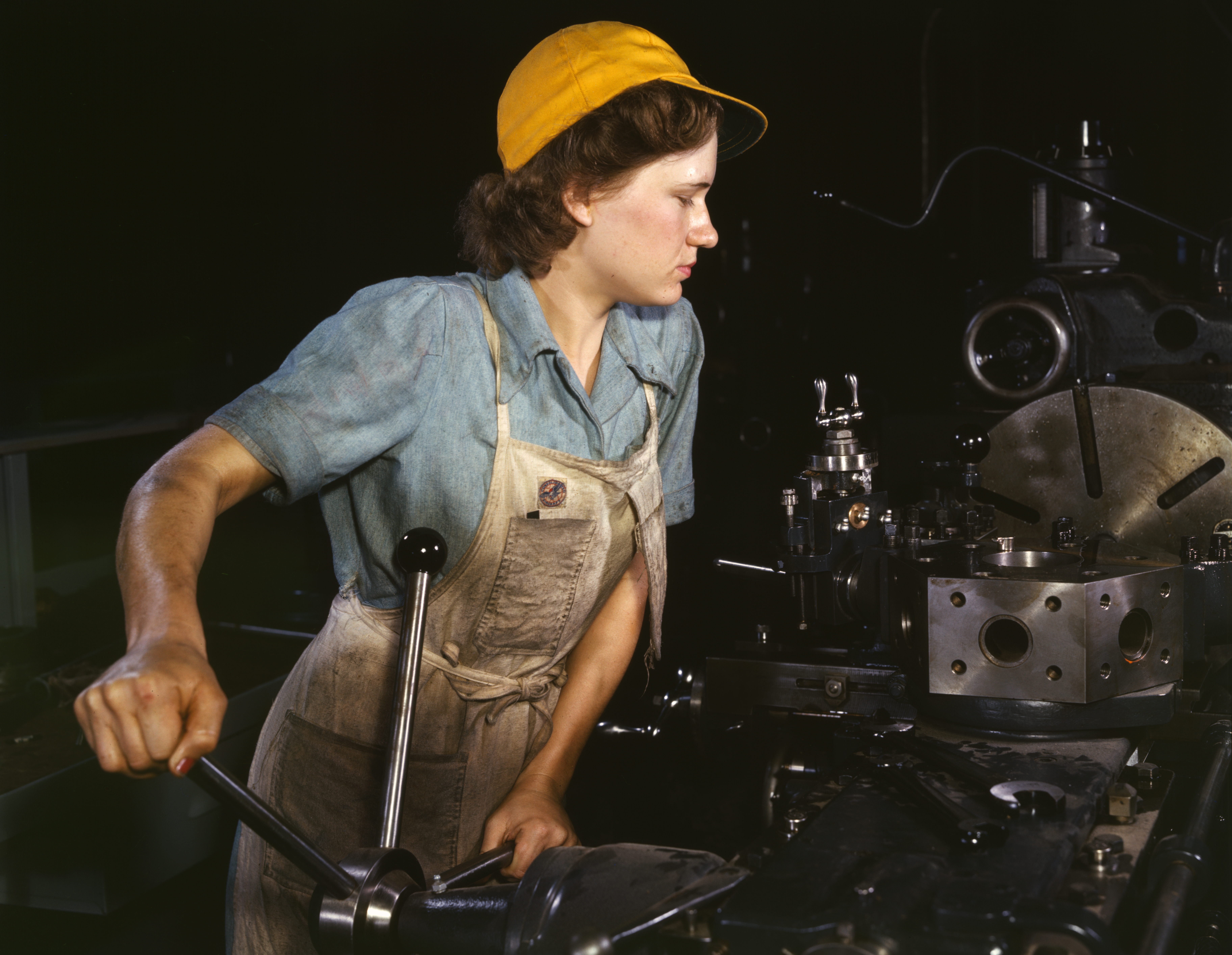
Une ouvrière américaine dans une usine Consolidated Aircraft à Fort Worth, au Texas, en octobre 1942.

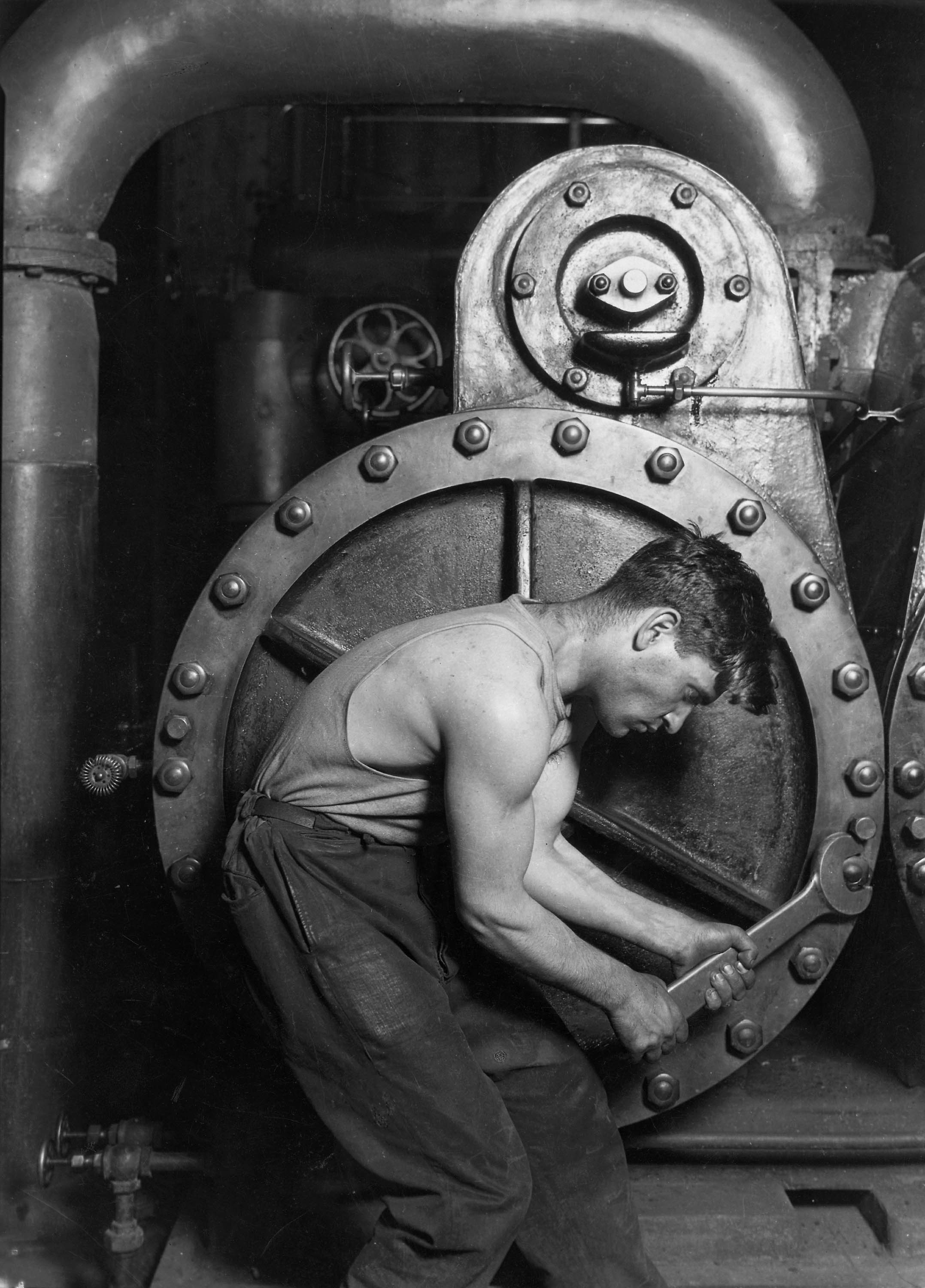
Un ouvrier travaillant sur une machine à vapeur. Photographie de Lewis Hine, 1920.

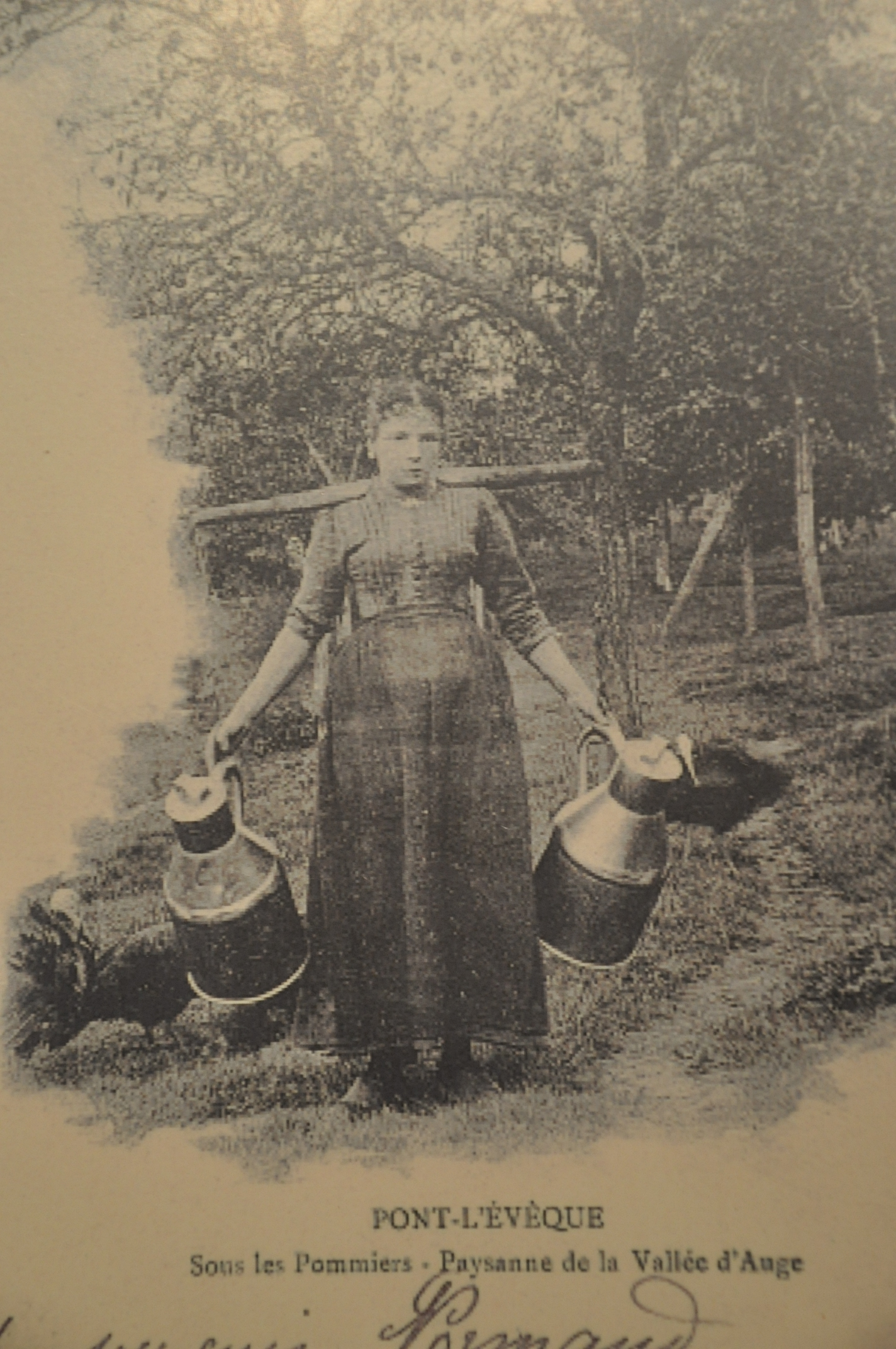
Une laitière de Pont-l'Évêque, fin XIXe siècle.

Pour les articles homonymes, voir Ouvrier (homonymie) et OS.
L'ouvrier ou l'ouvrière est une personne qui loue ses services dans le cadre d'un travail industriel ou agricole en échange d'un salaire. Par définition, cette notion fait référence au statut du salariat et à l'exercice d'un travail manuel (ce qui exclut les employés de bureau).
Le développement de l'industrialisation et  de la mécanisation va continuellement modifier le statut des ouvriers. Tout au long de cette évolution cette nouvelle forme de travail va s'accompagner de l'émergence d'un mouvement ouvrier et de la conscience ouvrière, de sa montée en puissance via les syndicats, afin de faire reconnaître leurs droits. Sur les plans social et politique, l'accroissement du nombre des ouvriers soulève des débats (la question sociale) ainsi que des réflexions et prises de position concernant l'existence et le destin d'une nouvelle classe sociale et économique : la classe ouvrière.

## Étymologie
Terme issu du latin « operari » (ouvrer, soit agir, opérer, travailler avec ses mains) et « operarius » (celui qui fait). À la fin du XIIe siècle, le terme évolue vers « overier » puis « ouvrier ».
Fin XVIe siècle, le verbe « travailler » élimine progressivement la racine du terme « ouvrer » du fait de l'homonymie avec « ouvrir ». Se sont maintenues cependant certaines formes comme « ouvré », « ouvrable », « œuvre », « ouvroir ».
Ouvrière, le féminin d'ouvrier, est utilisée pour définir une femme exerçant le métier ouvrier.

## La condition ouvrière
À partir des années 1830, des enquêtes et des pétitions commencent à alerter sur le sort des enfants-ouvriers. En 1840, la publication de l'ouvrage de Louis René Villermé, Tableau physique et moral des ouvriers employés dans les manufactures de coton, de laine et de soie, a un fort retentissement. Son enquête décrit la « misère de l'enfant de 5 ans à 5 sous par jour pour quinze heures de travail. (...) Nourris d'un morceau de pain, ajoutant à l'exténuation du travail celle de la longue étape matin et soir, ils vivaient en pénurie de sommeil, de nourriture, d'habits. Affamés, transis, épuisés, battus (...) ils mouraient vite. Les pays d’industrie textile se plaignaient d'en manquer. »
D'après lui, la future loi (adoptée en mars 1841) « devrait concilier des intérêts opposés, celui des fabricants, celui des ouvriers et de ne pas trop accorder à l'un de peur de nuire à l'autre. C'est en rendant obligatoire l'assiduité des enfants à l'école que l'on peut le mieux résoudre le problème difficile de limiter leur emploi dans les manufactures jusqu'à un certain âge. » Les autorités ne s'opposent pas au principe même du travail des enfants. Il s’agit de le réguler : de fixer à huit ans l’âge de l’embauche, de limiter à huit heures par jour le travail des enfants âgés de huit à douze ans et à douze heures pour ceux âgés de douze à seize ans, de rendre obligatoire la scolarisation jusqu’à l’âge de douze ans, de mieux préserver la croissance et la santé des plus jeunes afin de préserver la reproduction d’une force de travail. Pourtant, la loi ne sera pas appliquée. Les inspecteurs manufacturiers, patrons établis, ne pouvaient sévir qu'en s'attirant des inimitiés préjudiciables à leur chiffre d'affaires.
Au moins jusqu'aux années 1930, les foyers ouvriers sont sujets à de graves carences alimentaires, notamment en ce qui concerne le lait, les fruits et les légumes verts.

### L'évolution du travail ouvrier
L'analyse de référence est celle du sociologue Alain Touraine, professeur normalien qui s'essaya à la condition de mineur en 1947/48. Il définit trois phases d'évolution : la phase A, des débuts de la révolution industrielle, la phase B, avec la production de grande série et l'organisation scientifique du travail et la phase C, de recomposition du travail notamment associée à la montée de l'automation.

### Typologie des postes ouvriers
En France, on distingue différents niveaux de qualité et de qualification :
- un factotum : une personne réalisant un certain nombre de tâches simples mais très différentes.
- un apprenti : une personne en cours de formation ;
- un manœuvre : un ouvrier manuel, peu qualifié ;
- un ouvrier spécialisé (OS) : ouvrier spécialisé dans un type de travail relativement simple.
- un ouvrier qualifié (OQ) : un ouvrier ayant une réelle qualification ;
- un ouvrier hautement qualifié (OHQ)

De ce niveau dépendra le type de travail effectué et la rémunération associée.

### Statistiques
En France, dans les années 1950, les ouvriers occupent 40 % des emplois. L'effectif ouvrier atteint son niveau maximum vers 1970.
Selon les derniers recensements, les effectifs ouvriers représentent : 
- en 1999 : 7,05 millions de personnes sur 26,4 millions d'actifs (26,7 %) ;
- en 2007 : 6,7 millions de personnes sur 29 millions d'actifs (23,1 %)[5].

En 2016, l'espérance de vie d'un ouvrier en France est 6,4 années inférieure à celle d'un cadre.

## Sociologie

### Un groupe social distinct
Cette position sociale (celui qui œuvre), recouvre de multiples fonctions, en général manuelles, mais ne peut pas être définie par un métier, ni même par un type de métier. Il regroupe l'ensemble des emplois nécessitant un effort manuel pour l'accomplir.

### La Culture ouvrière

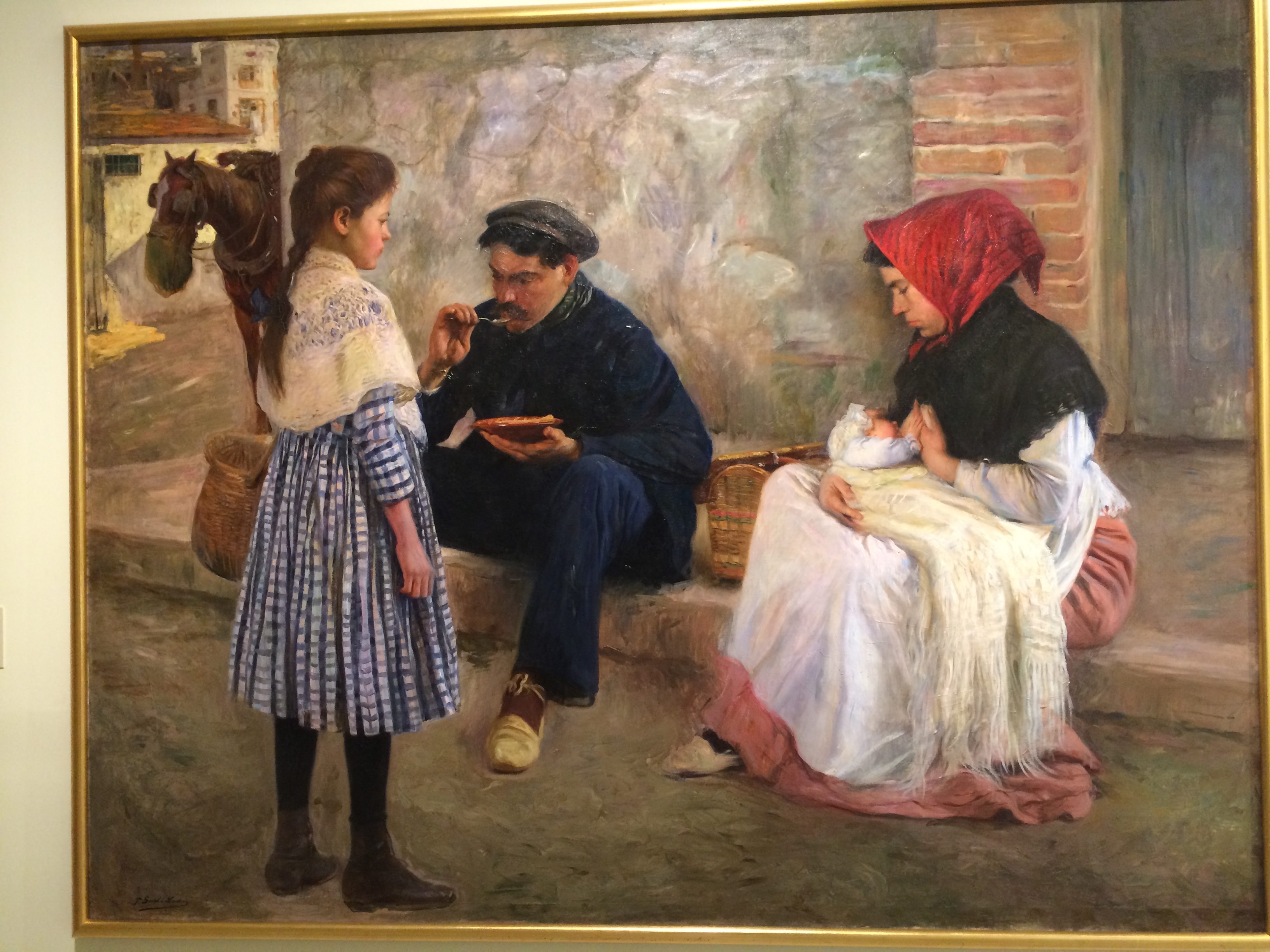
Le Dîner de l'ouvrier, huile sur toile de Francesc Sardà Ladico (1911).

L'ouvrier d'industrie ou agricole, qui a représenté une part importante de la population des pays développés de la fin du XIXe siècle à la fin du XXe siècle, et plus généralement la culture ouvrière (parfois plus ou moins assimilée à la culture populaire, qui comprend aussi la culture paysanne, celle des marins, etc.) a donné lieu à d'innombrables écrits littéraires, philosophiques, sociopolitiques, culturels et scientifiques,,,,,,,,,, et à de très nombreuses représentations artistiques.
Le sport fut un vecteur d'émancipation pour les ouvriers, notamment au XXe siècle, et plus précisément en 1936 grâce au Front populaire Sous l'impulsion du sous-secrétaire d'Etat aux sports, Léo Lagrange, le sport se démocratise. «L’ouvrier, le paysan et le chômeur trouvent dans le loisir la joie de vivre et le sens de leur dignité. » Une véritable politique publique du sport est alors menée en faveur des plus démunis. Faire du sport c'est avant tout accéder à la dignité, comme le martèle Léo Lagrange. En effet, faire du sport, c'est se donner une hygiène de vie, des habitudes, des manières de penser et un langage commun. C'est aussi s'ouvrir aux autres et partager des loisirs communs. Par exemple, le football, au-delà du strass et des paillettes, a contribué à créer des solidarités ouvrières,.
D'après le journaliste Daniel Paris-Clavel, la démocratisation de l'accès au sport en France « a été le fruit d’une véritable lutte de classe. À l’aube du XXe siècle, non seulement les ouvriers travaillent quotidiennement douze à seize heures par jour, six jours par semaine, pour des salaires de misère, mais la pratique du sport leur est clairement interdite. D’ailleurs, la puissante Union des sociétés françaises de sports athlétiques (USFSA), née à la fin des années 1880 et matrice des futures fédérations françaises, exige dans ses statuts que l’adhérent « ne se livre à aucune profession ouvrière ». L’accès aux compétitions comme aux terrains est la chasse gardée de la bourgeoisie : « pas de place pour les gueux du stade ».
Néanmoins, selon l'historien Chris Harman, « plusieurs facteurs peuvent venir briser l'unité de la classe ouvrière : le chômage, qui fait que chaque individu cherche désespérément n'importe quel moyen de gagner sa vie, y compris aux dépens des autres, ou les défaites de leurs organisations, qui brisent leur sens de la solidarité et les portent à penser qu'aucune lutte; aussi unitaire soit-elle, ne peut aboutir à améliorer les choses ».

## Histoire
Dans la mythologie grecque, Laomédon traite les dieux Apollon et Poséidon comme ses ouvriers alors qu'ils lui bâtissent la célèbre enceinte inexpugnable de Troie.
Durant la période féodale, les ouvriers les plus qualifiés peuvent aspirer au statut d'artisan et gagner davantage. Mais à l'occasion de la Révolution industrielle, le sens du mot d'ouvrier va renvoyer à une autre réalité : il ne désigne plus strictement l'ensemble des salariés qui travaillent dans l'agriculture ou dans l'artisanat, mais aussi -et surtout- l'ensemble de ceux qui réalisent un travail manuel rémunéré dans le cadre de l'industrie naissante. 
Ce nouveau statut, souvent contraint et résultant de l'exode rural, inquiète : les peurs sociales se cristallisent autour des classes dangereuses, à la suite de l'accumulation souvent désordonnée de nouvelles populations dans les faubourgs des villes. Pour mieux contrôler les déplacements croissants des populations, est créé le 1er décembre 1803, sous le Consulat, le livret d'ouvrier. Ce document s'inscrit dans une politique qui vise à accentuer une certaine docilité de l'ouvrier envers les patrons[réf. nécessaire]. Un ouvrier rebelle ne trouverait en effet pas de travail puisque ce serait indiqué dans le livret qu'il doit présenter au patron à qui il demande un nouvel emploi.
Dans les années 1830, le Tableau de l'état physique et moral des ouvriers employés dans les manufactures de coton, de laine et de soie dressé par le Docteur Louis René Villermé est « le plus saisissant ouvrage paru sur les ouvriers français du XIXe siècle. Écrit précisément dans les débuts de l'industrialisation, il retrace avec minutie le cadre de travail et la vie de ceux qu'on appelle les « nègres blancs », condamnés à des journées de quinze à dix-sept heures, pour des salaires infimes. On atteint dans cette enquête le tréfonds de la misère, à une époque où le monde ouvrier ne fait qu'apparaitre. ».

## Autres regards sur la condition ouvrière

### Télévision
Les données du Conseil supérieur de l'audiovisuel (CSA) établissent que pour l'année 2018 4 % des personnes interviewées et/ou visibles à la télévision sont des ouvriers et 60 % des cadres.
L'historienne Ludivine Bantigny considère que les ouvriers, bien qu'ayant toujours été sous-représentés à la télévision, ont été progressivement invisibilisés : « La société a connu un tournant dans les années 1980, qui a eu des effets dans la représentation télévisuelle. C’est une période au cours de laquelle s'est imposée, au niveau médiatique et politique, l'idée qu'il fallait en finir avec les conflits sociaux, les classes sociales, la lutte des classes, en prétendant qu’elles avaient disparu. Il a été répété qu'il fallait accepter le capitalisme et qu'il n'y avait pas d'alternative. Une partie de la gauche gouvernementale s’est aussi convertie au néolibéralisme. Elle s’est mise à défendre l’esprit d’entreprise, comme si les entreprises étaient des entités non conflictuelles. Il y a eu tout un discours de la gauche gouvernementale sur le marché, supposément « ni de gauche ni de droite. En oubliant le milieu ouvrier, ce discours hégémonique pense qu’il est possible, du point de vue sociologique, de faire disparaître ce monde. Il y a une dimension performative à penser que les mots auront une efficacité agissante. Le mot « ouvrier » sera ainsi transformé par des euphémismes : les femmes de ménage deviennent des « techniciennes de surface », les ouvriers deviennent des « opérateurs », les salariés deviennent des « collaborateurs »… En faisant disparaître les mots, on prétend aussi faire disparaître cette conflictualité. »

### Littérature
Au XIXe siècle, des romans populaires, sous la forme de fascicules bon marché mettent en scène le monde ouvrier. Ils sont destinés aux ouvriers, puis le nombre de femmes augmentant, aux ouvrières. En 1890, Jules Cardoze publie aux éditions Jules Rouff, Jenny l'ouvrière, récit d'une ouvrière héroïque avec de l'action et des rebondissements.
Plusieurs œuvres d'Émile Zola sont le témoignage de la vie ouvrière au XIXe siècle et notamment du travail dans les mines de charbon, de leurs conditions de travail et de la vie sociale dans les corons (Germinal).

### Cinéma
- Les Temps modernes de Charlie Chaplin sorti en 1936 et montrant les débuts du Taylorisme.
- Les travailleurs de force à travers le monde, comme dans le documentaire La mort du travailleur de Michael Glawogger, 2005.
- Travail d'arabe de Christian Philibert, 2003.

### Radio
- Là-bas si j'y suis : Émission de reportages radio, dont certains s'intéressent au milieu ouvrier (le plus souvent dans le cadre de luttes)[27].

#### Ouvrages anciens
- Dr Louis René Villermé, Tableau de l'état physique et moral des ouvriers employés dans les manufactures de coton, de laine et de soie, recueil de textes choisis et présentés par Yves Tyl, Paris, Union générale d'éditions, coll. « 10/18 » (no 582), 1971, 317 p. [tome 1] [tome 2]
- E. Dupont, Les Ouvriers, histoire populaire illustrée des travailleurs au XIXe siècle, Sceaux, impr. de Charaire et fils, 1890, 600 p. [lire en ligne]
- Adrien César Égron, Le Livre de l'ouvrier : ses devoirs envers la société, la famille et lui-même, Paris, P. Mellier, 1844, 407 p.
- Lucie Chenot Laboulais, L'ouvrier, considérations sur le travail, Paris, Paul Dupont, 1890 [lire en ligne]
- Pierre Émile Levasseur, L'ouvrier américain : l'ouvrier au travail, l'ouvrier chez lui, les questions ouvrières, Paris, Librairie de la société du recueil général des lois et des arrêts et du journal du palais, 1898, 2 vol. [tome 1] [tome 2]
- Dr René Martial, L'ouvrier : son hygiène, son atelier, son habitation, Paris, Octave Doin et fils, coll. « Bibliothèque d'hygiène et de médecine publiques » (no 19), 1909, 419 p.

#### Ouvrages contemporains
- Gérard Noiriel, Les Ouvriers dans la société française (XIXe – XXe siècle), Paris, Seuil, coll. « Points », 1986.
- Alain Rustenholz, Les grandes luttes de la France ouvrière, Éditions Les Beaux Jours, 2008.
- Xavier Vigna, Histoire des ouvriers en France au XXe siècle, Paris, Perrin, coll. « Tempus », 2021.
- Simone Weil, La Condition ouvrière, Paris, Gallimard, coll. « Folio Essais », 2002.
- Claude Willard (dir.), La France ouvrière : histoire de la classe ouvrière et du mouvement ouvrier français, Paris, Éditions de l'Atelier, 1995, 3 vol., tome 1, Des origines à 1920, 493 p.  (ISBN 2-7082-3163-4) ; tome 2, De 1920 à 1968, 368 p.  (ISBN 2-7082-3164-2) ; tome 3, De 1968 à nos jours, 267 p.  (ISBN 2-7082-3174-X)
- Dictionnaire du mouvement ouvrier, [par] Gérard Adam [et al.], sous la direction de André Nataf, coll. « Dictionnaires de culture », Paris, Éditions Universitaires, 1970.
- Le Maitron, ensemble de dictionnaires biographiques du mouvement ouvrier
- Cultures ouvrières : Mil neuf cent, n° 35, 2017.